# 1922
Évszázadok: 19. század – 20. század – 21. század
Évtizedek: 1870-es évek – 1880-as évek – 1890-es évek – 1900-as évek – 1910-es évek – 1920-as évek – 1930-as évek – 1940-es évek – 1950-es évek – 1960-as évek – 1970-es évek
Évek: 1917 – 1918 – 1919 – 1920 –  1921 – 1922 – 1923 – 1924 – 1925 – 1926 – 1927

## Események

### Határozott dátumú események
- január 25. – A Szlovák Néppárt a nemzetgyűlésben beterjeszti első hivatalos tervezetét Szlovákia autonómiájának törvénybe iktatására.[1]
- február 1. – Kazys Grinius litván miniszterelnök lemond tisztéről.[2]
- február 2. – A Nagyatádi Szabó István vezette Országos Kisgazda- és Földműves Párt és a kormányon levő KNEP egyesülésével létrejön az Egységes Párt (EP), hivatalos nevén Keresztény-Keresztyén Földmíves-, Kisgazda- és Polgári Párt.
- február 3–10. – Általános bányászsztrájk Csehszlovákiában a bérek csökkentése ellen.[1]
- február 6. – XI. Pius pápa megválasztása.[3]
- február 15. – Lettországban elfogadják az alkotmányt.[4]
- február 26. – Szovjet-Oroszországban dekrétum rendeli el „az egyházak arany vagy ezüst műkincsinek és minden drágakőnek azonnali elkobzását, amelyek nem szolgálják közvetlenül a kultuszt”. (Az elkobzott javakat eladták külföldön, hogy pénzügyileg valamennyire szanálják az országot.)[5]
- március 2. – Bethlen István rendeleti úton életbe lépteti az új választási törvényt, leszűkítve ezzel a választásra jogosultak körét.[6]
- március 17. – Lengyelország barátsági szerződéseket köt Lettországgal, Észtországgal és Finnországgal a Szovjet-Oroszország elleni védelem érdekében.[7]
- március 29. – Litvániában megszavazzák az agrárreformra vonatkozó törvényt.[8]
- április 1. – Mindössze 34 évesen, Madeira szigetén, nem sokkal dél után, spanyolnáthában meghal IV. Károly magyar király. (Károly halála után a 9 és fél éves Habsburg Ottó lett a trónörökös, aki 18 éves korában a Habsburg-dinasztia fejévé is vált.)[9]
- április 3. – Sztálint a kommunista párt első titkáráv választják.[10]
- április 5. – IV. Károly magyar király temetése a funchali Miasszonyunk-templomban, az európai uralkodóházak és államok főbb képviselői nélkül, a helyiek és a közeli hozzátartozók szűk körében. (A szertartást a helyi püspök celebrálta.)[9]
- április 12. – Magyarország és Finnország kapcsolatai diplomáciai szintre emelkednek.[11]
- április 16. – A weimari köztársaság és az Oroszországi Szovjet Köztársaság külügyminiszterei aláírják a rapallói egyezményt a diplomáciai és kereskedelmi kapcsolatok felvételéről.[5] Az egyezmény a szovjet állam (1922. december 30-tól Szovjetunió) első hivatalos elismerése volt.
- április 23. – A Nagy Török Nemzetgyűlés megfosztja VI. Mehmed szultánt a trónjától.
- április 28. – Centralista célzatú közigazgatási reform a Szerb–Horvát–Szlovén Királyságban, amely a kialakított 33 közigazgatási egységet közvetlenül Belgrádnak rendeli alá.[12]

Mikófalvai Passió

- május 1. – Megrendezik az első magyarországi passiójátékot Mikófalván. (1922 áldozócsütörtökétől szeptember 17-ig, huszonöt előadáson mintegy huszonötezer ember látta a Passiót.)
- május 5. – A genfi konvenció döntése Felső-Szilézia ügyében, mely szerint Lengyelországnak 3 évig vámmentesen kell szenet szállítani Németországba.[7]
- május 20. – Agrárreform a Szerb–Horvát–Szlovén Királyságban. (A nagybirtokokat 100–500 hektár felett – kárpótlás ellenében – felosztják.)[12]
- június 1. – Megjelenik a csehszlovákiai magyar ellenzéki pártok Magyarországról is támogatott központi napilapja, a Prágai Magyar Hírlap.[1]
- június 5. – Csehszlovákia és az Oroszországi Szovjet Köztársaságok Szövetsége ideiglenes szerződést ír alá a gazdasági kapcsolatokról.[1]
- június 7. – Amerikai hadihajók tűz alá veszik Samsunt Észak-Törökországban (török függetlenségi háború).
- június 24. – Meggyilkolják Walther Rathenau német külügyminisztert.[13]
- július 24. – Újból fellángol a nyugat-magyarországi felkelés Burgenlandban a Rongyos Gárda vezetésével, amely sokkal inkább Horthy-ellenes álláspontot képvisel és Lajtabánság nem áll vissza.
- július 25. – A mosonbánfalvi összecsapás a rongyosok és az osztrák rendőri alakulatok között.
- július 31. – Csehszlovákiában befejezi működését az utolsó magyar főiskola, a kassai jogakadémia.[1]
- augusztus 1. – Litvániában elfogadják az alkotmányt.[4]
- augusztus 15. – Horthy Miklós kormányzó vitézzé avatja idősebbik fiát, Istvánt.[14]
- augusztus 31. – A második csehszlovák–jugoszláv szövetségi szerződés.[12]
- szeptember 11. –  görög coup d'etat[15]
- szeptember 18. – Magyarországot felveszik a Népszövetségbe.[16]
- szeptember 22. – Észtországot, Lettországot és Litvániát felveszik a Népszövetségbe.[17]
- szeptember 26. – Lengyelországban törvényt hoznak a legnagyobb hazai nemzetiség, az ukránok érdekében.[7]
- október 7. – Csehszlovákiában Antonín Švehla vezetésével új kormány alakul.[1]
- október 11. – A kemalista török vezetés és az antant Mudanjában fegyverszünetet köt.[18]
- október 15. – Gyulafehérváron megkoronázzák I. Ferdinánd román királyt és Mária királynét.[19]
- október 30. – III. Viktor Emánuel olasz király a Quirinale-palotában fogadja Benito Mussolinit, akit egy új kormány megalakításával bíz meg.[20]
- október 31. – Olaszországban megalakul a Mussolini vezette új kormány.[21]
- november 1. – Törökországban eltörlik a szultanátust.
- november 4. – Howard Carter brit amatőr régész felfedezi Tutanhamon egyiptomi fáraó sírját a Királyok völgyében. (Miután leástak 12 lépcsőfokot – és megtisztították a teljes bejáratot – ráleltek a sír bejáratára, Carter két nappal később, november 26-án belépett a sírba, és megtalálta a 3200 éven átháborítatlanul őrzött titkot.)[22]
- november 5. – A nemzetgyűlési választások lengyelországban. (A jobboldali pártok választási blokkja, a Nemzeti Egység Keresztény Szövetsége (Chjena) a szavazatok 28,8%-ával 169 mandátumot szerez, ugyanakkor a Piast Párt 12,9%-kal 70 mandátumot, a nemzeti kisebbségek blokkja 15,1%-kal 66 mandátumot, a Lengyel Néppárt Felszabadítás Frakciója 10,9%-kal 49 mandátumot, a Lengyel Szocialista Párt 10,11%-kal 41 mandátumot, a Nemzeti Munkáspárt 5,3%-kal 18 mandátumot, míg a kommunisták csak 2 mandátumra tesznek szert a szavazatok 1,43%-ával.)[7]
- november 15. – A Távol-keleti Köztársaság felvételét kéri a szovjet köztársaságok közé.
- november 17. – VI. Mehmed száműzetésbe távozik Olaszországba.
- november 18. – Csehszlovákiában megalakul a Národní hnuti (Nemzeti mozgalom) nevű cseh fasiszta szervezet.[1]
- november 19.
  - A szultanátus hívei II. Abdul-Medzsidet kiáltják ki szultánnak.
  - Megalakul a Magyar Légiforgalmi Rt.[23]
- december 9. – Lengyelországban a köztársasági elnöknek jelölt Józef Piłsudski visszalép.[7]
- december 16. – Lengyelországban a Nemzeti Demokrata Párt tagja, Eligiusz Niemiadowski halálos merényletet követ el az újonnan megválasztott köztársasági elnök, Gabriel Narutowicz ellen. (Az új lengyel kormány megalakításával Władysław Sikorski tábornokot bízzák meg.)[7]
- december 20. – Lengyelországban az új köztársasági elnöknek Stanisław Wojciechowskit, a centrum jelöltjét választják meg.[7]
- december 28. – Kolozsváron a Magyar Nemzeti Párt és a Magyar Néppárt egyesülésével megalakul az Országos Magyar Párt.[24]
- december 30. – Megalakul a Szovjet Szocialista Köztársaságok Szövetsége, a Szovjetunió.[10]

### Határozatlan dátumú események
- az év folyamán – 
  - Kolozsváron megnyílik a repülőtér.[25]
  - Megnyitja kapuit a Józef Piłsudski lengyel marsall által rendelettel újraalapított Kremenyeci Líceum.
  - Francesc Macià megalapítja a Katalán Állam nevű independentista katalán pártot.[26]
- az év közepe – Nemzetgyűlési választások Magyarországon.[27]
- december – A Kelet-Galíciában kitört ukrán felkelést a lengyel csapatok leverik.[7]

## Az év témái

### 1922 a tudományban
- szeptember 13. – Megmérik a levegő eddigi legmagasabb hőmérsékletét Líbiában (58 °C).
- november 26. – Howard Carter és George Carnarvon megkezdi Tutanhamon egyiptomi fáraó sírjának feltárását.

### 1922 a filmművészetben
- május 21. – megjelenik a moszkvai moziban Dziga Vertov első Kino-pravdá-ja, a havi híradó. Az egész Szovjetuniót járják az operatőrök, hogy dokumentálják a szocializmus építését.
- A magyar filmes emigrációs hullámnak köszönhetően Bécsben 38 filmművész dolgozik, míg budapesti filmgyárak külföldieket szerződtetnek.
- A legtöbb budapesti mozi amerikai tulajdonba kerül. Az I. világháború alatt betiltott amerikai, francia és olasz filmek elöntik a pesti vásznakat.
- Foolish Wives (Szeszélyes asszonyok) – rendező és főszereplő Erich von Stroheim
- Nosferatu – rendező F.W. Murnau és főszereplő Max Schreck
- Oliver Twist – főszereplő Jackie Coogan
- Robin Hood – rendező Allan Dwan és főszereplő Douglas Fairbanks
- Balogh Béla – Beszéljen a papájával, Mozibolond
- Deésy Alfréd – Székelyvér, Petőfi, Őfensége inkognitóban, Ludas Matyi
- Bolváry Géza – Meseország

### 1922 az irodalomban
- József Attila: Szépség koldusa
- Kodolányi János: Sötétség (első megjelent novellája)
- Erdélyi József: Ibolyalevél (első verseskötete)

### 1922 a zenében
- március – 1. hegedű-zongora szonáta (Bartók) bemutatója Arányi Jelly és Bartók Béla közreműködésével.
- Ez év őszén írja meg Bartók Béla a II. hegedű-zongora szonátáját.
- Budapesti Filharmóniai Társaság Zenekara bemutatja a Bartók művét a Négy zenekari darabot, Dohnányi Ernő vezényletével

### 1922 a sportban
- Az MTK nyeri az NB 1-et. Ez a klub kilencedik bajnoki címe.

## Születések
- január 1. – Farkas Antal magyar színművész († 2010)
- január 2. – Vertel József grafikusművész, bélyegképtervező († 1993)
- január 3. – Keresztesi Béla erdőmérnök, az MTA tagja († 2001)
- január 9. – Sághy Vilmos magyar agrárközgazdász, szakpolitikus († 1999)
- január 3. – Nemes Nagy Ágnes költő, műfordító († 1991)
- január 11. – Telegdi Bálint Wolf-díjas kísérleti részecskefizikus, az MTA tiszteleti tagja († 2006)
- január 16. – Csorba István színész († 1981)
- január 17. – Bakos Ferenc nyelvész († 1996)
- január 17. – Betty White amerikai színésznő († 2021)
- január 21. – Telly Savalas amerikai színész. Neve mindörökre összeforrott az általa alakított Kojakkal († 1994)
- február 2. – Faragó József néprajzkutató († 2004)
- február 5. – Szepesi György magyar rádiós sportkommentátor, újságíró, sportvezető († 2018)
- február 10. – Göncz Árpád író, műfordító, jogász, köztársasági elnök  († 2015)
- február 15. – Jožef Smej maribori püspök († 2020)
- március 1. – Jichák Rabin Nobel-díjas izraeli politikus, miniszterelnök († 1995)
- március 3. – Hidegkuti Nándor világhírű magyar labdarúgó, az Aranycsapat kiemelkedő csatára († 2002)
- március 7. – Csányi György olimpiai bronzérmes, Európa-bajnok atléta († 1978)
- március 12. – Jack Kerouac amerikai író († 1969)
- március 18. – Pécsi Sándor kétszeres Kossuth-díjas magyar színművész († 1972)
- március 19. – Polinszky Károly vegyészmérnök, az MTA tagja, 1974–1980-ban Magyarország oktatásügyi minisztere († 1998)
- március 23. – Ugo Tognazzi olasz színész és rendező († 1990)
- április 3. – Doris Day amerikai énekesnő, színésznő († 2019)
- április 16. – Párdi Imre magyar politikus, az Országos Tervhivatal elnöke (1967–1973)
- április 19. – Erich Hartmann német katonatiszt, minden idők legeredményesebb (352 légi győzelem) vadászpilótája († 1993)
- április 21. – Holl Béla piarista szerzetes, irodalomtörténész († 1997)
- április 22. – Petőházi Gábor magyar agrármérnök, politikus († 1978)
- május 21. – Fehér Klára író, újságíró († 1996)
- május 27. – Christopher Lee angol színész († 2015)
- június 2. – Kiss Lajos nyelvész, szlavista, a magyar helynév-etimológiai kutatások úttörő alakja, az MTA tagja († 2003)
- június 3. – Alain Resnais francia filmrendező († 2014)
- június 10. – Judy Garland amerikai színésznő, énekesnő († 1969)
- június 14. – Kevin Roche ír származású amerikai Pritzker-díjas építész († 2019)
- június 19. – Aage Niels Bohr Nobel-díjas dán magfizikus, a Nobel-díjas Niels Bohr fizikus fia († 2009)
- július 10. – Jake LaMotta, amerikai profi ökölvívó († 2017)
- július 15. – Leon Max Lederman Nobel-díjas fizikus († 2018)
- július 27. – Szilágyi Lajos magyar általános mérnök, építésügyi szakpolitikus († 2004)
- július 30.
  - Pálinkás-Pallavicini Antal honvéd őrnagy, az 1956-os forradalom kivégzett mártírja († 1957)
  - Soós Gábor gazdaságpolitikus, miniszterhelyettes, államtitkár († 1993)
- augusztus 2. – Agárdy Gábor a Nemzet Színésze címmel kitüntetett, Kossuth-díjas és kétszeres Jászai Mari-díjas magyar színművész († 2006)
- augusztus 8. – Reich Károly Kossuth- és Munkácsy Mihály-díjas grafikus († 1988)
- augusztus 15. – Tilli Endre olimpiai bronzérmes, világbajnok tőrvívó († 1958)
- augusztus 18. – Alain Robbe-Grillet francia regény-, esszé- és filmíró, a becsületrend lovagja († 2008)
- augusztus 22. – Miloš Kopecký cseh színész († 1996)
- szeptember 1. – Vittorio Gassman Oscar-díjas olasz színész († 2000)
- szeptember 8. – Tomanek Nándor Jászai Mari-díjas magyar színművész († 1988)
- szeptember 16. – Guy Hamilton brit rendező († 2016)
- szeptember 19.– Majtényi Erik romániai magyar költő, író, szerkesztő, műfordító († 1982)
- szeptember 27. – Arthur Penn amerikai rendező († 2010)
- október 1. – Jang Csen-ning kínai-amerikai fizikus, aki a statisztikus fizika és a szimmetriaelvek területén dolgozott
- október 7. – Polcz Alaine író, pszichológus († 2007)
- október 7. – Wagner Nándor szobrász, festő († 1997)
- október 13. – Rózsa György könyvtáros, a Magyar Tudományos Akadémia Könyvtára és az ENSZ genfi könyvtára főigazgatója († 2005)
- október 13. – Schweitzer József országos főrabbi († 2015)
- október 23. – Bálint Ágnes író, szerkesztő, dramaturg († 2008)
- október 27. – Michel Galabru, francia születésű színész († 2016)
- október 31. – Barbara Bel Geddes amerikai Golden Globe- és Emmy-díjas színésznő († 2005)
- november 5. – Vándor Kálmán magyar újságíró, dalszövegíró († 2016)
- november 11. – Kurt Vonnegut amerikai író († 2007)
- november 14. – Butrosz Butrosz-Gáli egyiptomi politikus, az ENSZ főtitkára († 2016)
- november 15. – Igor Jakovlevics Sztyecskin szovjet fegyvertervező († 2001)
- november 16. – José Saramago portugál író († 2010)
- november 16. – Salvatore Giuliano szicíliai bandita és szeparatista († 1950)
- november 22. – Eugene Stoner amerikai mérnök, fegyvergyáros, az M-16 gépkarabély alkotója († 1997)
- november 30. – Dergács Ferenc magyar közgazdász, miniszterhelyettes († 1981)
- december 10. – Kaszás Ferenc vezérőrnagy, honvédelmi miniszterhelyettes († 1974)
- december 14. – Németh Amadé karmester, zeneszerző († 2001)
- december 15. – Horvai István kétszeres Kossuth-díjas rendező († 2004)
- december 20. – Randolph L. Braham holokausztkutató, politológus, történész († 2018)
- december 22. - Dévay Camilla magyar színésznő († 1998)
- december 22. – Sebastian Kräuter nyugalmazott temesvári püspök († 2008)
- december 28. –  Stan Lee amerikai író, szerkesztő, a Marvel Comics egykori elnöke († 2018)

## Halálozások
- január 1. – Kühár István magyarországi szlovén katolikus pap, a Szlovenszka krajina-program egyik kidolgozója, Kühár János testvére (* 1887)
- január 5. – Ernest Shackleton brit felfedező, Antarktisz-kutató (* 1874)
- január 22. – XV. Benedek pápa (* 1854)[28]
- január 25. – Neszméry Gáspár római katolikus plébános, alesperes (* 1848)
- február 6. – Nyíri István magyar gépészmérnök, malomüzem- és fürdőalapító (* 1845)
- február 18. – Berzeviczy Béla magyar huszártiszt, I. világháborús honvéd vezérőrnagy (* 1870)
- február 21. – Chernel István magyar ornitológus (* 1865)
- március 20. – Szilády Áron nyelvész, irodalomtörténész, akadémikus (* 1837)
- március 24. – Széchenyi Ödön török altábornagy, a török tűzoltóság megteremtője, Széchenyi István fia (* 1839)
- április 1. – I. Károly osztrák császár, IV. Károly néven magyar és|cseh király (* 1887)
- április 8. – Erich von Falkenhayn német tábornok és katonapolitikus az első világháború idején, 1914–16 között a császári német hadsereg főparancsnoka (* 1861)
- augusztus 1. – Bánki Donát gépészmérnök, feltaláló, egyetemi tanár (* 1859)
- augusztus 2. – Alexander Graham Bell skót feltaláló (telefon) (* 1847)
- augusztus 4. – Enver pasa oszmán katonatiszt, az ifjútörökök vezetője, az első Balkán-háború és az első világháború alatt a birodalom irányító egyénisége (* 1881)
- augusztus 7. – Kolosváry Sándor jogász, egyetemi tanár (* 1840)
- szeptember 1. – Pecz Samu építész (* 1854)
- szeptember 6. – Mihalik Kálmán, a Székely himnusz zeneszerzője (* 1896)
- szeptember 27. – Apáthy István zoológus (* 1863)
- október 30. – Gárdonyi Géza író (* 1863)
- november 18. – Marcel Proust francia író (* 1871)
- december 13. – John William Godward(wd) angol festő (* 1861)
- december 16. – Eliézer Ben-Jehuda(wd) héber nyelvújító, lexikográfus, cionista újságíró (* 1858)
- december 28. – Kertész Kálmán zoológus, entomológus, az MTA tagja (* 1867)

## Nobel-díjasok
- A Nobel-díjat a svéd Alfred Nobel alapította, 1901 óta adják át, melyet a Svéd Királyi Tudományos Akadémia ítél oda a tudomány, az irodalom és humanitárius területen kimagasló eredményt elért magánszemélyeknek, illetve intézményeknek.

| Fizikai            | Niels Henrik David Bohr             |
| Kémiai             | Francis William Aston               |
| Orvosi-fiziológiai | Archibald Hill, Otto Fritz Meyerhof |
| Irodalmi           | Jacinto Benavente                   |
| Béke               | Fridtjof Nansen                     |